# Râul Orga Mare
Râul Orga Mare este un curs de apă, afluent al râului Geamărtălui. 